# Aniarella minor
Aniarella minor är en insektsart som beskrevs av Bruner, L. 1915. Aniarella minor ingår i släktet Aniarella och familjen vårtbitare. Inga underarter finns listade i Catalogue of Life.